# Barbados a 2008. évi nyári olimpiai játékokon
Barbados a kínai Pekingben megrendezett 2008. évi nyári olimpiai játékok egyik részt vevő nemzete volt. Az országot az olimpián 3 sportágban 8 sportoló képviselte, akik érmet nem szereztek.

## Atlétika
Férfi
| Versenyző       | Versenyszám | Előfutam | Előfutam | Előfutam | Negyeddöntő | Negyeddöntő | Negyeddöntő | Elődöntő | Elődöntő | Elődöntő | Döntő   | Döntő    |
| Versenyző       | Versenyszám | Idő      | Hely.    | Össz.    | Idő         | Hely.       | Össz.       | Idő      | Hely.    | Össz.    | Idő     | Helyezés |
| --------------- | ----------- | -------- | -------- | -------- | ----------- | ----------- | ----------- | -------- | -------- | -------- | ------- | -------- |
| Andrew Hinds    | 100 m       | 10,35    | 5.       | 27.**    | 10,25       | 5.          | 24.*        | kiesett  | kiesett  | kiesett  | kiesett | kiesett  |
| Ryan Brathwaite | 110 m gát   | 13,38    | 2.       | 3.       | 13,44       | 2.          | 10.         | 13,59    | 7.       | 12.      | kiesett | kiesett  |

Női
| Versenyző   | Versenyszám | Előfutam | Előfutam | Előfutam | Negyeddöntő | Negyeddöntő | Negyeddöntő | Elődöntő | Elődöntő | Elődöntő | Döntő   | Döntő    |
| Versenyző   | Versenyszám | Idő      | Hely.    | Össz.    | Idő         | Hely.       | Össz.       | Idő      | Hely.    | Össz.    | Idő     | Helyezés |
| ----------- | ----------- | -------- | -------- | -------- | ----------- | ----------- | ----------- | -------- | -------- | -------- | ------- | -------- |
| Jade Bailey | 100 m       | 11,46    | 2.       | 25.*     | 11,67       | 8.          | 37.*        | kiesett  | kiesett  | kiesett  | kiesett | kiesett  |
| Jade Bailey | 200 m       | 23,62    | 7.       | 34.*     | kiesett     | kiesett     | kiesett     | kiesett  | kiesett  | kiesett  | kiesett | kiesett  |

* - egy másik versenyzővel azonos időt ért el

** - három másik versenyzővel azonos időt ért el

## Úszás
Férfi
| Versenyző       | Versenyszám  | Előfutam | Előfutam | Előfutam | Elődöntő | Elődöntő | Elődöntő | Döntő   | Döntő    |
| Versenyző       | Versenyszám  | Idő      | Hely.    | Össz.    | Idő      | Hely.    | Össz.    | Idő     | Helyezés |
| --------------- | ------------ | -------- | -------- | -------- | -------- | -------- | -------- | ------- | -------- |
| Bradley Ally    | 200 m vegyes | 1:58,57  | 3.       | 5.       | 1:59,53  | 4.       | 9.       | kiesett | kiesett  |
| Bradley Ally    | 400m vegyes  | 4:14,01  | 3.       | 10.      |          |          |          | kiesett | kiesett  |
| Andrei Cross    | 100 m mell   | 1:04,57  | 7.       | 55.      | kiesett  | kiesett  | kiesett  | kiesett | kiesett  |
| Martyn Forde    | 50 m gyors   | 23,08    | 6.       | 51.      | kiesett  | kiesett  | kiesett  | kiesett | kiesett  |
| Terrence Haynes | 100 m gyors  | 50,50    | 3.       | 47.      | kiesett  | kiesett  | kiesett  | kiesett | kiesett  |

## Vitorlázás
Férfi
| Versenyző       | Versenyszám | Futam | Futam | Futam | Futam | Futam | Futam | Futam | Futam | Futam | Futam | Pontszám | Helyezés |
| Versenyző       | Versenyszám | 1     | 2     | 3     | 4     | 5     | 6     | 7     | 8     | 9     | 10    | Pontszám | Helyezés |
| --------------- | ----------- | ----- | ----- | ----- | ----- | ----- | ----- | ----- | ----- | ----- | ----- | -------- | -------- |
| Gregory Douglas | Laser       | 41    | 43    | 43    | 34    | 33    | 30    | 40    | 37    | 41    | -     | 299      | 43.      |